# Tiny Toon Adventures
Tiny Toon Adventures (usualmente referida como Tiny Toons) es una serie de dibujos animados estadounidense creada por Tom Ruegger y producida por Amblin Entertainment y Warner Bros. Animation. Se inició la producción como resultado de la reinstauración de un estudio de animación de la Warner Bros en 1989, después de una década de inactividad. Durante los años '80, el nuevo estudio sólo trabajaba en revivir personajes clásicos; significando que Tiny Toon Adventures fue la primera de muchas series animadas originales del estudio. La serie animada fue la primera producida por la colaboración de Steven Spielberg y Warner Bros. Animation durante el renacimiento de la animación estadounidense entre las décadas de los años '80 y '90.
El episodio piloto, "The Looney Beginning" (en Hispanoamérica, "El comienzo de Tiny Toons"), fue transmitido como un especial de horario central en TGIF por ABC el 14 de septiembre de 1990. El show terminó la producción en 1992 a favor de Animaniacs, sin embargo, dos especiales fueron producidos en 1994.
En 1997, el show se retransmitió en Kids' WB! durante las mañanas de días de semana a pesar de que fue la primera serie animada de la Warner no fue transmitida durante el especial de los 20 años del canal en Latinoamérica. En 2020 se anunció el regreso de la serie, ahora con el nombre de Tiny Toons Looniversity. Al igual que el reboot de Animaniacs, también contará con el equipo de producción y el elenco de la serie original, y contará con 2 nuevas temporadas. A diferencia del reboot de Animaniacs, esta nueva serie no será transmitida por Hulu, sino que será transmitida por Max y Cartoon Network. El personaje regreso en el reboot en su segunda temporada. El reboot se estrenó el 8 de septiembre de 2023 y cuenta ya con dos temporadas hasta la fecha.

## Argumento

### Sinopsis
Tiny Toon Adventures es una caricatura situada en el pueblo ficticio de "'Ciudad Acme'", donde la mayoría de los Tiny Toons y los Looney Tunes viven. Los personajes asisten a la "'Looniversidad Acme"', una escuela cuyo profesorado consiste en las caricaturas clásicas de Warner Bros., tales como Bugs Bunny, el Pato Lucas, Porky, el gato Silvestre, el Coyote o Elmer Gruñón. En la serie, la universidad es fundada para enseñar a los personajes de caricaturas como hacerse graciosos. En la serie, la universidad no aparece en todos los episodios, debido a que no todas las historias están centradas sobre la escuela.
Al igual que los Looney Tunes, la serie hace uso de la violencia animada (por ejemplo: yunques cayendo sobre alguien, o uso liberal de explosivos) y el slapstick. La serie parodia y hace referencia a varios eventos de los inicios de la década del '90 y la cultura de Hollywood. Ocasionalmente, los episodios se desenvuelven en historias de valor ético y moral de ecología, autoestima y crimen.

### Personajes
La serie se centra en un grupo de jóvenes personajes de caricatura quienes asisten a una escuela llamada Looniversidad Acme para ser la próxima generación de los personajes de los Looney Tunes. La mayoría de los personajes de Tiny Toons fueron diseñados para parecer versiones más jóvenes de los personajes más populares de Warner Bros. para exhibir similares tratos y apariencias. Los dos personajes principales son ambos conejos: Buster Bunny, un conejo azul macho y Babsy Bunny, una coneja rosa hembra. Otros personajes principales en el casting generalmente no son humanos, tampoco. Estos incluyen a Plucky Duck, un pato verde macho; Hamton J. Pig, un cerdito rosa macho; Fifi La Fume, una zorrilla blanca y púrpura hembra; Shirley the Loon, una gavia (aunque su diseño se asemeja a la de una pata), como lo dice su nombre, blanca hembra con poderes psíquicos; Dizzy Devil (El Demonio Dizzy o Dizzy Terremoto), un Demonio de Tasmania púrpura; Furrball (Peluso), un gato azul; Sweetie Pie (Pío-Pi), un canario rosa; Calamity Coyote (Coyote Calamidad), un coyote blanco y gris; Little Beeper (Beep Beep), un correcaminos rojo y naranja; y Gogo Dodo, un pájaro dodo, siendo este el único personaje con relación familiar con un integrante del elenco de los Looney Tunes. Dos personajes humanos Elmyra Duff (en Hispanoamérica: Elvira) y Max Montana, son considerados como los principales villanos de la serie y también son estudiantes de la Looniversidad Acme. Como villanos, Elvira es vista como una niña extremadamente obsesionada por los animales, entre ellos la mayoría de los personajes de la serie (totalmente opuesta a su contraparte Looney Toon, Elmer Fudd), mientras que Max Montana es visto como un chico rico estropeado quién es dueño de muchas jugueterías, parques de diversiones, empresas constructoras y de fábricas contaminantes, lo cual junto a su personalidad de querer tener todo lo que tienen los otros sin importarles los demás lo convierte en el mayor antagonista de la serie, aunque en algunos episodios se muestra indiferente a esa rivalidad. Los personajes de reparto incluyen a Li'l Sneezer (Pequeño Achuzi), un ratón gris con estornudos poderosos; Concord Condor (Cordelín), un cóndor púrpura; Byron Basset, un basset hound usualmente dormilón; Bookworm (Gusabio), un gusano verde con anteojos; Arnold el Pit Bull, un musculoso Pit Bull blanco; Fowlmouth (Bocasucia), un gallo blanco; Barky Marky, un perro marrón y Mary Melody, una joven niña afroamericana.
Los personajes que abastecen el elenco son los más tradicionales Looney Tunes tales como Bugs Bunny, el Pato Lucas y Porky Pig junto a otros. Muchos de los adultos enseñan clases en la Looniversidad Acme y sirven cómo mentores para los Tiny Toons mientras que otros llenan posiciones secundarias cómo sea necesario.

## Producción

### Desarrollo
Según el escritor Paul Dini, Tiny Toons se originó como una idea de Terry Semel, entonces presidente de Warner Bros., que quería "inyectar nueva vida al departamento de Warner Bros. Animation", y al mismo tiempo crear una serie con versiones infantiles de los personajes de Looney Tunes. Semel propuso que la nueva serie sería un programa basado en Looney Tunes donde los personajes eran versiones jóvenes de los personajes originales de Looney Tunes y Merrie Melodies o nuevos personajes como descendientes de los personajes originales. La idea de una serie basada en versiones más jóvenes y juveniles de personajes de dibujos animados era común en ese momento; La época en la que se produjo Tiny Toons tenía dibujos animados como Muppet Babies, Un cachorro llamado Scooby-Doo (en el que trabajó Ruegger), Tom & Jerry Kids y Los pequeños Picapiedra.
El 20 de enero de 1987, el estudio Warner Bros. Animation se acercó a Steven Spielberg para colaborar con Semel y el jefe de licencias de Warner Bros., Dan Romanelli, sobre las ideas de Semel. Finalmente decidieron que los nuevos personajes serían similares a los personajes de Looney Tunes sin relación directa. Como explicó el productor y showrunner de la serie Tom Ruegger: "Bueno, creo que en el caso de Warner Bros., tuvieron la oportunidad de trabajar con Steven Spielberg] en un proyecto [...] Pero él no quería simplemente trabajar en personajes que Chuck Jones, Friz Freleng, Bob McKimson y Bob Clampett hicieron famosos y crearon. Quería participar en la creación de algunos personajes nuevos." El resultado fue una serie similar a Looney Tunes sin el uso de los mismos personajes. Sin embargo, Tiny Toons no entró en producción entonces, ni siquiera se planeó hacerla para televisión; la serie inicialmente iba a ser un largometraje teatral.
El 27 de diciembre de 1988, Tiny Toons pasó de ser una película a una serie de televisión, con Jean MacCurdy supervisando la producción de los primeros 65 episodios. MacCurdy dijo que Tiny Toons se cambió a una serie de televisión para "llegar a una audiencia más amplia". Para la serie, MacCurdy contrató a Tom Ruegger, quien anteriormente escribió para Filmation y Hanna-Barbera, para producir. En enero de 1989, Ruegger y el escritor Wayne Kaatz comenzaron a desarrollar los personajes y el escenario de "Acme Acres" con Spielberg.
El 9 de enero de 1989, Warner Bros. Animation eligió a sus actores de doblaje entre más de 1200 audiciones y reunió a su personal de producción de 100 personas. El 13 de abril de 1989, comenzó la producción completa de los episodios de la serie con cinco casas de animación extranjeras y un presupuesto total de 25 millones de dólares. Los primeros 65 episodios de la serie se transmitieron en 135 estaciones, a partir de septiembre de 1990. Durante ese tiempo, Tiny Toons fue un gran éxito y obtuvo calificaciones más altas que sus competidores de Disney Afternoon en algunos mercados. Después de una exitosa carrera en distribución, Fox obtuvo los derechos para la temporada 3. La producción de la serie se detuvo a finales de 1992 para dar paso a que Animaniacs saliera al aire el año siguiente.

### Escritores
La serie y los personajes del show fueron desarrollados por el productor de la serie, escritor de cabecera y caricaturista Tom Ruegger, el líder de la división Jean MacCurdy, productor asociado y artista Alfred Gimeno y el editor/escritor de historia Wayne Kaatz. Entre los primeros escritores en la serie estaban Jim Reardon, Tom Minton y Eddie Fitzgerald. Los diseñadores de personajes y escenarios incluyeron a Alfred Gimeno, Ken Boyer, Dan Haskett, Karen Haskett, y muchos otros artistas y directores.
El episodio "Buster y Babsy van a Hawai" fue coescrito por tres adolescentes quienes eran fanes del show.

### Casting
La directora de voces Andrea Romano audicionó más de 1,200 voces para la serie y eligió más de una docena de actores de voz principales. El rol de Buster Bunny le fue dado a Charlie Adler, de quien el productor Tom Ruegger dijo que era "una gran cantidad de energía" ("a great deal of energy") El rol de Babsy Bunny le fue dado a Tress MacNeille. El escritor Paul Dini dijo que MacNeille era buena para el rol porque podía hacer tanto la voz de Babsy como las voces de sus impersonificaciones. A los actores de voz Joe Alaskey y Don Messick les fueron dados los roles de El Pato Plucky y Hampton Cerdito, respectivamente. Danny Cooksey interpretó a Max Montana, acordando a Paul Dini, era bueno para el rol porque el podía hacer una "tremenda voz malvada" ("tremendous mean voice"). Cooksey era también el único actor de voz que no era un adulto. Cree Summer interpretó los roles de Elvira y Mary Melody; la antigua miembro del casting de Saturday Night Live Gail Matthius interpretó a Shirley the Loon, y Kath Soucie tuvo los roles de Fifi La Fume y Pequeño Achuzis. Otros actores para la serie incluyeron a Maurice LaMarche como la voz del Demonio Dizzy/Dizzy Terremoto; Candi Milo cómo la voz de Pío-Pi, Frank Welker cómo la voz de Gogo Dodo, Peluso, Byron Basset, Coyote Calamidad, Beep Beep, Barky Marky, y otras voces; y Rob Paulsen cómo la voz de Bocasucia, Arnold el Pit Bull, Cordelín, y otros personajes.
Durante la producción de la 3.ª temporada, Adler abandonó el show debido a un conflicto con los productores. Adler estaba molesto de no haber recibido un rol de líder en Animaniacs mientras que actores de voz con roles menores en Tiny Toon Adventures cómo Rob Paulsen, Maurice LaMarche y Frank Welker, les dieron roles protagónicos en la nueva serie. John Kassir reemplazó a Adler por el resto de la emisión del show. Joe Alaskey, la voz de El Pato Plucky, también abandonó Tiny Toons por razones financieras, pero regresó cuando llegó a un acuerdo con el estudio.

### Animación
Para completar los 65 episodios de la 1.ª temporada, Warner Bros. y Amblin Entertainment contrataron varias casas de animación diferentes. Estos estudios de animación incluyen a Tokio Movie Shinsha (ahora conocido como TMS Entertainment), Wang Film Productions, AKOM, Freelance Animator New Zeland, Encore Cartoons, StarToons, y Kennedy Cartoons. Tokio Movie Shinsha también animó la secuencia de opening de la serie. Al personal de Warner Bros. le disgustó trabajar con Kennedy Cartoons debido a la inconsistencia de calidad del estudio, y los episodios que ellos eran frecuentemente a re-hacerlos. En otros casos, tal como el episodio debut "El comienzo de Tiny Toons", porciones de episodios animados por Kennedy fueron re-animados por otro estudio.
Tiny Toon Adventures fue hecho con un mayor valor de producción que una animación estándar. Tenía una cuenta de células que era más del doble que la mayoría de la animación de televisión. La serie tenía alrededor de 25,000 células por episodio en vez de lo estándar que son 10,000, haciéndolo único en que los personajes se movían más fluidamente. Pierre DeCelles, un productor de animación, describió la producción de las historias para la serie cómo "divertidas pero un gran desafío porque yo siempre tenía un calendario corto, y no siempre era fácil trabajar sin parar completa y plenamente" ("fun but a big challenge because I always had a short schedule, and it's not always easy to work full blast nonstop").

### Música
Durante el desarrollo del show Steven Spielberg dijo que Warner Bros. una orquesta completa, en los cuales algunos pensaron que era demasiado caro e imposible, pero ellos terminaron en un acuerdo. Warner Bros. seleccionó a Bruce Broughton para componer el tema (por el cual él ganaría un Emmy Matutino junto con Tom Ruegger y Wayne Kaatz, quienes también trabajaron con Broughton en los líricos) y sirvió como supervisor musical. En adición de marcar 11 episodios, Broughton eligió otros 26 compositores para marcar cada diferente episodio: Julie y Steve Bernstein, Steven Bramson, Don Davis, John Debney, Ron Grant, Les Hooper, Carl Johnson, Elliot Kaplan, Arthur Kempel, Ralph Kessler, Albert Lloyd Olson, Hummie Mann, Dennis McCarthy, Joel McNeely, Peter Myers, Laurence Rosenthal, William Ross, Arthur B. Rubinstein, J. Eric Schmidt, David Slonaker, Fred Steiner, Morton Stevens, Richard Stone, Stephen James Taylor y Mark Watters. Los compositores dirigieron su propia música. De estos compositores, Broughton, Bramson, Davis, Olson, Stone, Taylor y Watters escribieron la partitura de How I Spent My Vacation.
Más tarde, estos compositores escribirían las partituras musicales de programas como Animaniacs y The Sylvester & Tweety Mysteries.

## Episodios
| Temporada | Temporada               | Episodios               | Episodios                | Emisión original         | Emisión original         | Emisión original |
| Temporada | Temporada               | Episodios               | Episodios                | Primera emisión          | Última emisión           | Cadena           |
| --------- | ----------------------- | ----------------------- | ------------------------ | ------------------------ | ------------------------ | ---------------- |
|           | 1                       | 65                      | 1                        | 14 de septiembre de 1990 | 14 de septiembre de 1990 | CBS              |
| 64        | 1                       | 65                      | 17 de septiembre de 1990 | 29 de marzo de 1991      | Redifusión               |                  |
|           | 2                       | 13                      | 13                       | 16 de septiembre de 1991 | 24 de febrero de 1992    | Redifusión       |
|           | How I Spent My Vacation | How I Spent My Vacation | How I Spent My Vacation  | 11 de marzo de 1992      | 11 de marzo de 1992      | Directo a video  |
|           | 3                       | 20                      | 20                       | 14 de septiembre de 1992 | 6 de diciembre de 1992   | Fox (Fox Kids)   |
|           | Especiales              | 2                       | 2                        | 27 de marzo de 1994      | 28 de mayo de 1995       | Fox (Fox Kids)   |

## Películas y especiales de televisión
Una película de duración completa fue lanzada en formato directo a video en 1992, titulada (en Hispanoamérica: Tiny Toons: Cómo pasé mis vacaciones y en España: Tiny Toons: Mis mejores vacaciones). Esta fue después reeditada y salió al aire como parte de la serie. La duración de la película es de 73 minutos. ABC sacó al aire It's a Wonderful Tiny Toons Christmas Special (en Hispanoamérica: Es el maravilloso especial de Navidad de los Tiny Toons) en horario central el 11 de diciembre de 1992, que además es el último capítulo de la serie. Este episodio es una parodia de Qué bello es vivir. The Tiny Toon Spring Break Special (en Hispanoamérica: Las vacaciones de primavera de Tiny Toons) salió al aire en horario central el 27 de marzo de 1994. ABC sacó al aire Tiny Toons' Night Ghoulery (en Hispanoamérica: Tiny Toons en cuentos de terror) en horario central el 27 de octubre de 1995 dando el cierre definitivo a la serie.

## Series derivadas
En 1992, The Plucky Duck Show fue producido como un spin-off para ABC, basado en el personaje de El Pato Plucky. Excepto por el episodio de estreno, "The Return of Batduck", el show estaba compuesto de un reciclaje de episodios centrados en Plucky de la serie.
En 1998, un spin-off crossover de Tiny Toons y Animaniacs titulado Pinky, Elmyra and the Brain (en Hispanoamérica: Pinky, Elvira y Cerebro) debutó en Kids' WB. Esta serie tenía como protagonista a Elvira tanto como a Pinky y Cerebro, dos personajes que estuvieron originalmente en Animaniacs antes de recibir su propia serie, también titulado Pinky and the Brain (en Hispanoamérica: Pinky y Cerebro). Pinky, Elvira y Cerebro comienza después de que Pinky abandona su lugar de origen y van al lugar donde Pinky y Cerebro se convirtieron en mascotas de Elvira después de que Cerebro accidentalmente destruyera su hogar original, ACME Labs (en Hispanoamérica: Laboratorio ACME), durante un experimento. Pinky, Elvira y Cerebro duró por trece episodios.

## Premios y nominaciones
| Año       | Premio                      | Categoría                                       | Nominado | Resultado | Ref.          |
| --------- | --------------------------- | ----------------------------------------------- | --- | --------- | ------------- |
| 1991      | Premios Daytime Emmy        | Programa animado excepcional                    | Steven Spielberg, Tom Ruegger, Ken Boyer, Art Leonardi, Art Vitello, Paul Dini y Sherri Stoner                                              | Ganador   | [ 15 ]        |
| 1991      | Premios Daytime Emmy        | Destacada dirección musical y composición       | William Ross por "Fields of Honey" | Ganador   | [ 16 ]        |
| 1991      | Premios Daytime Emmy        | Mejor canción original                          | Bruce Broughton, Wayne Kaatz y Tom Ruegger por el tema principal                                                                            | Ganador   | [ 16 ]        |
| 1992      | Premios Daytime Emmy        | Programa animado excepcional                    | Steven Spielberg, Tom Ruegger, Sherri Stoner, Rich Arons y Art Leonardi                                                                     | Nominado  | [ 15 ]        |
| 1992      | Premios Daytime Emmy        | Destacada dirección musical y composición       | Mark Watters por "The Love Disconnection"                                                                                                   | Ganador   | [ 16 ]        |
| 1992      | Premios Daytime Emmy        | Escritura sobresaliente en un programa animado  | Nicholas Hollander, Tom Ruegger, Paul Dini y Sherri Stoner                                                                                  | Ganador   | [ 16 ]        |
| 1993      | Premios Daytime Emmy        | Programa animado excepcional                    | Steven Spielberg, Tom Ruegger, Sherri Stoner, Rich Arons, Byron Vaughns, Ken Boyer, Alfred Gimeno y David West                              | Ganador   | [ 15 ]        |
| 1993      | Premios Daytime Emmy        | Destacada dirección musical y composición       | Steven Bramson por “The Horror of Slumber Party Mountain”                                                                                   | Ganador   | [ 16 ]        |
| 1992      | Premios Annie               | Programa de televisión animado                  | | Nominado  | [ 16 ]        |
| 1993      | Premios Annie               | Programa de televisión animado                  | | Nominado  | [ 16 ]        |
| 1991      | Premios Primetime Emmy      | Programa animado excepcional                    | Steven Spielberg, Tom Ruegger, Paul Dini, Sherri Stoner, Dave Marshall, Glen Kennedy, Rich Aarons (para el episodio "The Looney Beginning") | Nominado  | [ 16 ]        |
| 1989/1990 | Premios Young Artist        | Mejor nueva serie de dibujos animados           | Tiny Toon Adventures | Ganador   | [ 17 ]        |
| 1991–1992 | Premios Young Artist        | Mejor locutor joven en serie animada o especial | Whitby Hertford | Nominado  | [ 18 ]        |
| 1991      | Premios Environmental Media | Programa de televisión infantil – animado       | episodio "Whales Tales" | Ganador   | [ 19 ] [ 15 ] |

En enero de 2009, IGN nombró a Tiny Toons en el puesto 41 en su lista de los 100 mejores programas de televisión animados.

## Reparto

### Actor de voz originalinglés
- Charlie Adler como Buster Bunny (1990-1992).
- Tress MacNeille como Babsy Bunny, Madre de Babsy, Madre Osa.
- Joe Alaskey como Plucky Duck, Pato Lucas.
- Don Messick como Hamton Cerdito.
- Kath Soucie como Fifi La Fume y Achuzi.
- Gail Matthius como Shirley the Loon.
- John Kassir como Buster Bunny (1992).
- Cree Summer como Elvira Duff y Mary Melody.
- Danny Cooksey como Max Montana.
- Frank Welker como Gogo Dodo, Peluso, Coyote, Byron, Barky y varios.
- Rob Paulsen como Concord Cóndor, Padre de Max y Arnold.
- Maurice LaMarche como Dizzy.
- Candi Milo como Pio-Pi.
- Noel Blanc como el Director, Demonio de Tasmania.
- Jeff Bergman como Bugs Bunny, Pato Lucas, Elmer Gruñón, Gallo Claudio.
- Maurice LaMarche como Demonio de Tasmania, Sam Bigotes.
- Greg Burson como Bugs Bunny, Elmer Gruñón.
- John Hillner como Michigan J. Frog
- Jim Cummings como Padre Pulga, Chef.
- Joan Gerber como Madam Cazamás.

### Actor de doblajeespañol hispanoamericano
- Marcelo Rodríguez es Buster Bunny.
- Elena Prieto es Babsy Bunny.
- Rafael Monsalve es Buster Bunny (1992), Bugs Bunny, Peluso (episodio "Pato a las estrellas").
- Juan Carlos Vásquez es el Pato Plucky (primera voz).
- Orlando Noguera es Papá de Max, Pato Plucky (algunos capítulos), Arnold.
- Carmen Olarte es Fifi La Fume.
- María Teresa Hernández es Shirley the Loon.
- Josefina Nuñez es Elvira Duff (1.ª- 64).
- Giset Blanco es Elvira Duff (2.ª desde el capítulo 66 - 3.ª), Madre Osa, Dunkeen.
- Livia Méndez es Mary Melody, Mary Vane.
- Frank Carreño es Godo Dodo, Dizzy y Gallo Claudio.
- Juan Guzmán es Hamtom Cerdito.
- Luis Pérez Pons es Padre Pulga.
- José Gómez es Pulga escocés.
- Gonzalo Camacho es Chef.
- Laurisa Asuaje es Ollie.
- Lucía Intriago es Madame Cazamás.
- Frank Maneiro es Pato Lucas.
- Alberto Arvelo es Elmer Gruñón.
- Daniel Jiménez es Demonio de Tasmania, Bebé Oso, Michigan J. Frog
- Raúl Xiques es Sam Bigotes.
- Gladys Yáñez es la Mamá de Babsy.
- Edylu Martínez es Achuzi, Max Montana (resto de la serie).
- Ruben León es el Narrador.